# Liste der Landesgartenschauen in Rheinland-Pfalz
Dies ist eine Liste der Landesgartenschauen in Rheinland-Pfalz. Landesgartenschauen finden in Rheinland-Pfalz seit dem Jahr 2000 statt.
| Jahr | Bild           | Bezeichnung                                       | Ort(e) / Lage              | Motto                         | Weitere Informationen |
| ---- | -------------- | ------------------------------------------------- | -------------------------- | ----------------------------- | --- |
| 2000 | weitere Bilder | Landesgartenschau Kaiserslautern 2000             | Kaiserslautern             |                               | |
| 2004 | weitere Bilder | Landesgartenschau Trier 2004                      | Trier                      |                               | |
| 2008 | weitere Bilder | Landesgartenschau Bingen 2008                     | Bingen am Rhein            |                               | Auf dem ehemaligen Gartenschaugelände gibt es am Rheinufer von Bingen bis Bingerbrück seitdem die Rheinanlagen |
| 2015 | weitere Bilder | Landesgartenschau Landau in der Pfalz 2015        | Landau in der Pfalz        |                               | Die Landesgartenschau war ursprünglich für 2014 geplant, wurde aber wegen zahlreicher Bombenblindgängerfunde aus dem Zweiten Weltkrieg am 30. Juli 2013 um ein Jahr verschoben |
| 2023 |                | Landesgartenschau Bad Neuenahr-Ahrweiler 2023     | Bad Neuenahr-Ahrweiler     | „Auf das Leben!“              | Ursprünglich für 2022 geplant, dann aber aufgrund der COVID-19-Pandemie auf 2023 verschoben – Nach der verheerenden Flutkatastrophe im Juli 2021 abgesagt, da die für die Gartenschau eingeplanten finanziellen und personellen Ressourcen für den Wiederaufbau der Stadt benötigt werden |
| 2027 |                | Landesgartenschau Neustadt an der Weinstraße 2027 | Neustadt an der Weinstraße | Ursprünglich für 2026 geplant | |

2011 fand in Koblenz fand unter dem Slogan Koblenz verwandelt zudem die erste Bundesgartenschau in Rheinland-Pfalz statt. Zudem ist eine weitere Bundesgartenschau im Mittelrheintal geplant.

Landesgartenschauen in Rheinland-Pfalz
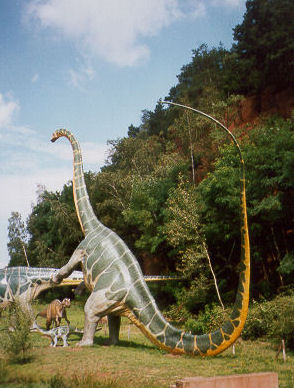
Kaiserslautern 2000: Skulptur „Dinosaurier“
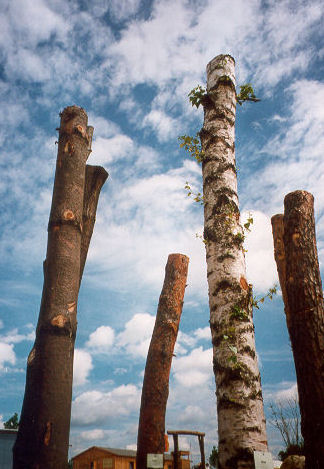
Kaiserslautern 2000: Baumstämme als Kunstobjekt
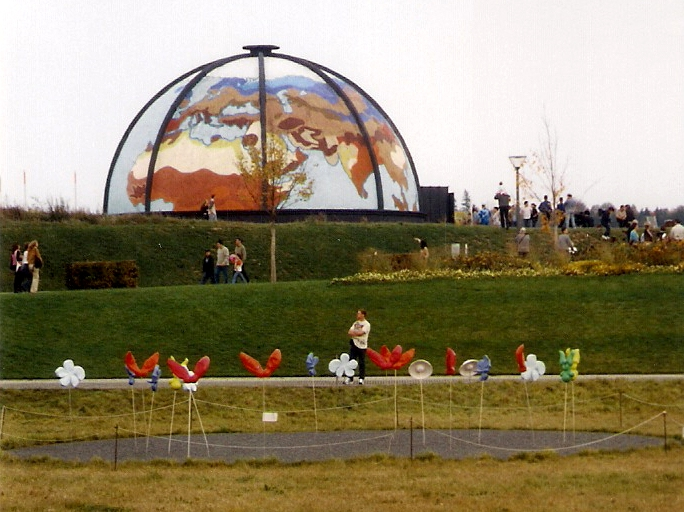
Trier 2004: Klangkuppel
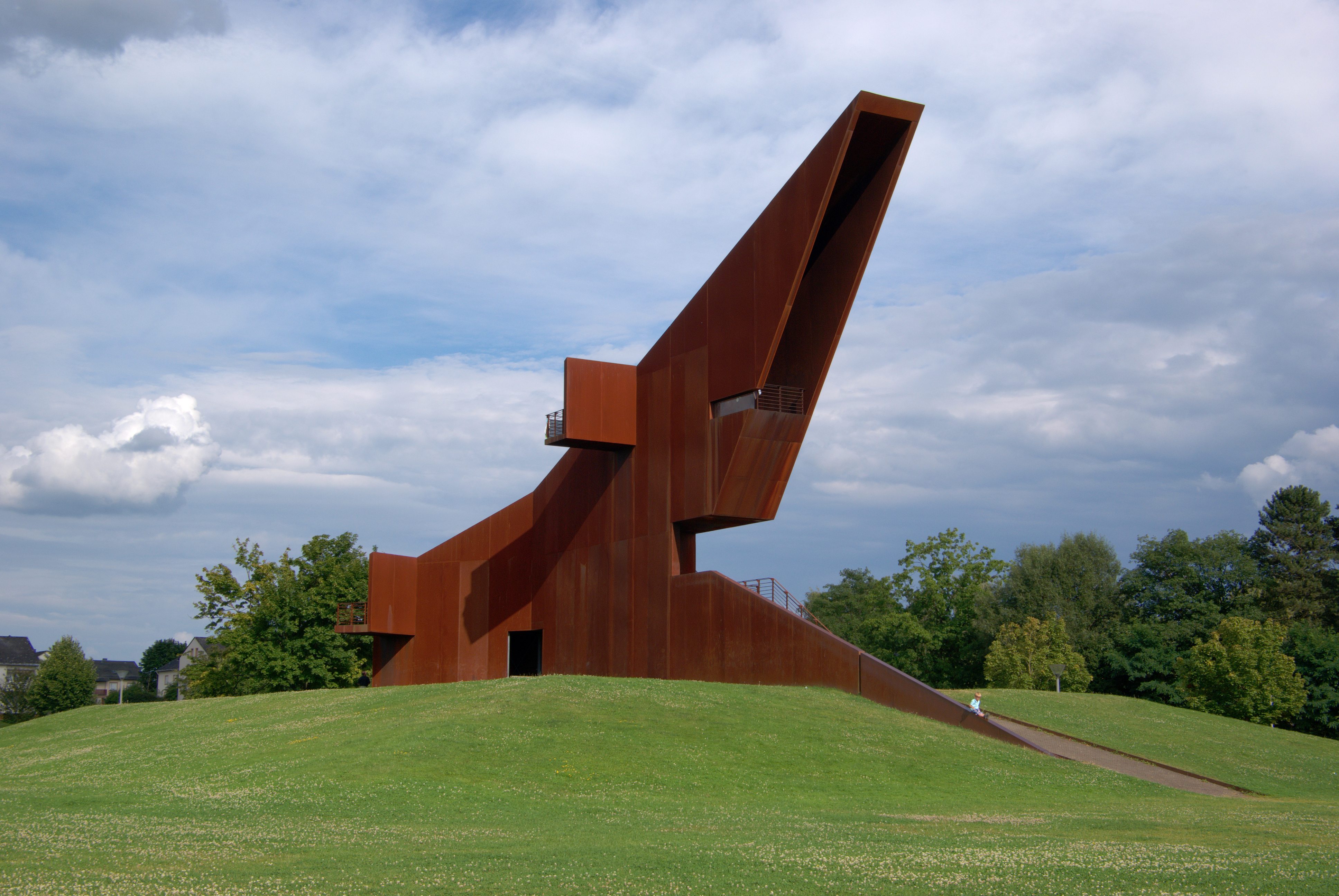
Trier 2004: Turm Luxemburg
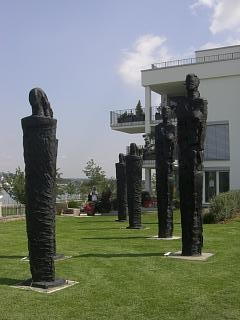
Bingen 2008: Skulptur „Grandi Figuri Verticali“
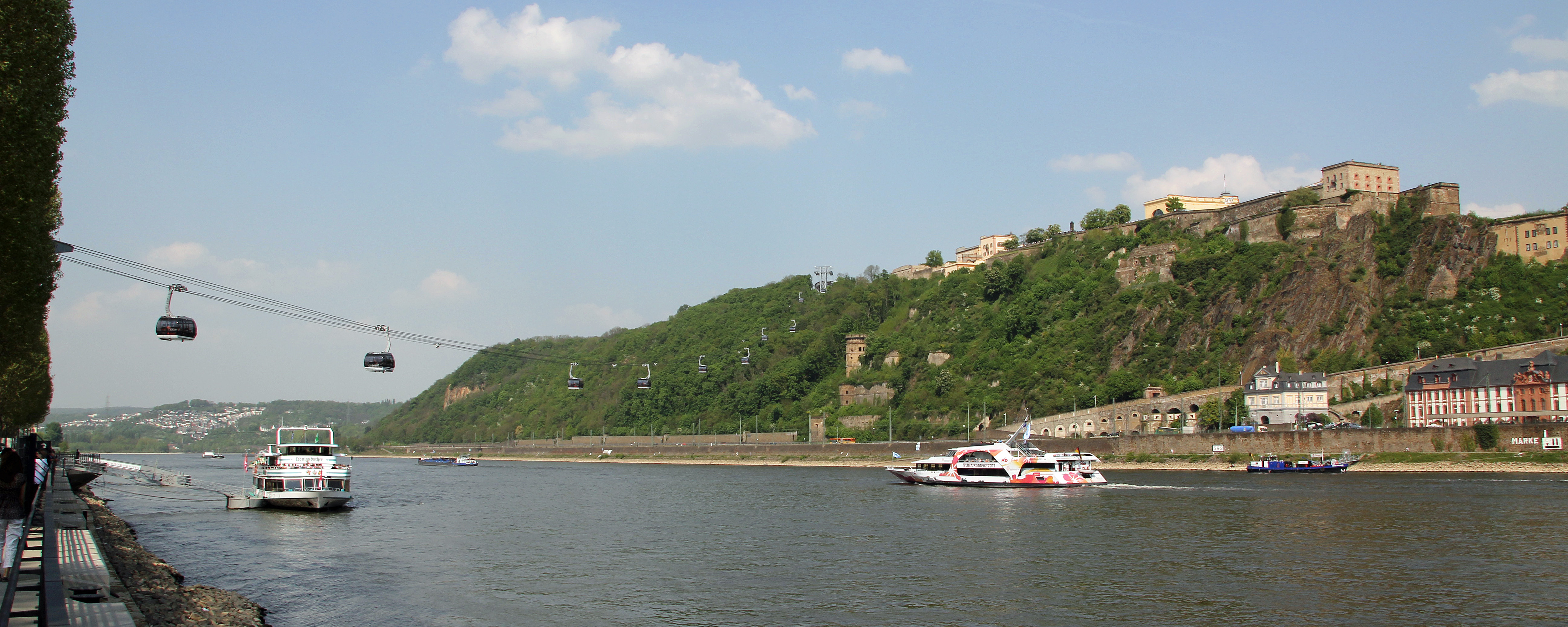
Koblenz 2011: Die Seilbahn über den Rhein und rechts die Festung Ehrenbreitstein
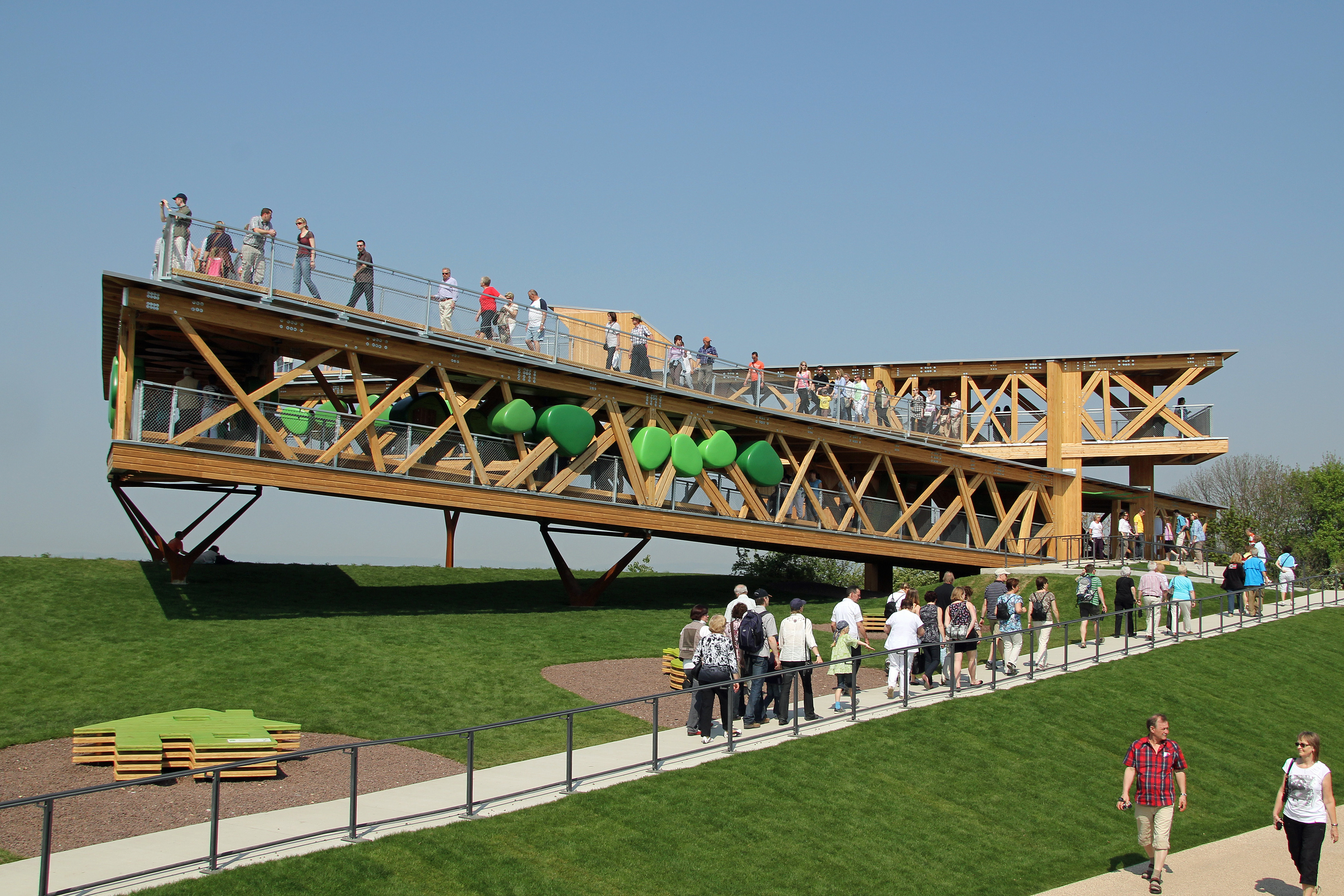
Koblenz 2011: Aussichtsplattform im Festungspark